# Legge 10 settembre 1960, n. 962
La legge elettorale proporzionale per le province italiane, formalmente catalogata  come "legge 10 settembre 1960, nº 962", fu la normativa che introdusse il sistema proporzionale per l'ultimo ente che era rimasto impostato su logiche maggioritarie, ossia la provincia.

## Storia
Il fallimento a livello nazionale della legge truffa, la morte di Alcide De Gasperi e i primi tentativi di insediare un governo di centro-sinistra dopo la rivolta d'Ungheria, furono gli elementi che indussero ad omologare tutte le leggi elettorali italiane sul meccanismo proporzionale. Già nel 1956 si era proceduto in tal senso per i comuni, dotati di maggiori poteri rispetto alle province, come precedentemente fatto per il Parlamento e per le regioni autonome. Con l'omologazione anche della provincia, e della Valle d'Aosta all’epoca ancora vista più come una provincia seppur autonoma, si cristallizzò un modo di strutturare la lotta politica in Italia che contraddistinse quella fase storica che a fine secolo sarà soprannominata giornalisticamente come Prima Repubblica.

## Legge elettorale
La nuova normativa estese a tutti i seggi del consiglio provinciale il metodo dei più alti resti, prima riservato solo ad un terzo di essi, scegliendo come quoziente la formula Imperiali. Sul modello già in essere per il Senato tuttavia, ciò non significò la scomparsa dei collegi uninominali, che vennero invece aumentati in numero fino a corrispondere ai seggi consiliari. Il risultato di ciascun candidato, che poteva presentarsi al massimo in tre collegi, era dato non dal numero assoluto di suffragi ottenuti ma bensì dalla sua percentuale, grazie alla quale era classificato nella lista generale del suo partito. Calcolati i seggi vinti da ciascuna lista, dentro di essa venivano eletti i candidati con le miglior percentuali, coi migliori esclusi pronti a subentrare in caso di future vacanze.

### Riferimenti normativi
- Testo della legge, su edizionieuropee.it. URL consultato il 27 ottobre 2014 (archiviato dall'url originale il 27 ottobre 2014).